# Philip Sparke
Philip Sparke (Londen, 1951) is een Brits componist, trompettist en muziekuitgever.

## Levensloop
Sparke studeerde aan het Royal College of Music in Londen compositie, trompet en piano en is met onderscheiding afgestudeerd. Gedurende de studietijd raakte hij steeds meer geïnteresseerd in muziek voor harmonieorkesten en brassbands. Hij speelde trompet in het harmonieorkest van het college en, door initiatie van Philip Cannon, die leraar was aan het Royal College of Music, vormde hij met studiecollega's een brassband. Voor een componist is dat een goede gelegenheid zijn inspiraties onmiddellijk op papier te zetten en ook met de brassband te oefenen. Uit deze tijd kwamen de werken Concert Prelude (brass band) en Gaudium voor Windband (harmonieorkest).
Zijn gegroeide interesse bracht hem compositieopdrachten in. De eerste belangrijke opdracht was voor de Centennial Brass Band Championships in Nieuw-Zeeland. De compositie die hij daarvoor schreef was The Land of the Long White Cloud - "Aotearoa". 
Met zijn werken (Slipstream, Skyrider en Orient Express) won hij drie keer achtereen voor de BBC het compositieconcours van de European Broadcasting Union (EBU) voor nieuwe werken voor HaFa-orkesten en brassbands. In 1997 won hij met Dance Movements de in de Verenigde Staten van Amerika bekende en begerenswaardige Sudler Prijs. Intussen kan hij als de bekendste hedendaagse Britse componist voor HaFaBra-werken in de laatste 20 jaar beschouwd worden.
In 2000 ontving Sparke de Iles Medal of the Worshipful Company of Musicians voor zijn bewezen diensten aan brassbands.
In Londen stichtte hij een muziekuitgave voor zijn eigen werken, Anglo Music Press.
Hij is regelmatig als gastdirigent en leider van workshops werkzaam en is eveneens dirigent van de Hilingdon Brass Band.

## Composities

### Werken voor harmonie- en fanfareorkest en brassband
- 1973/1976 Gaudium
- 1975 The Prizewinners voor brassband
- 1978/1995 Fantasy for Euphonium
- 1979/1985 A Concert Prelude
- 1979 Capriccio (Eb Cornet Solo) voor brassband
- 1979/1987 The Land of the Long White Cloud "Aotearoa"
- 1981 A Tameside Overture voor brassband
- 1981 Fanfare, Romance & Finale voor brassband
- 1981 Song and Dance (Cornet Solo) voor brassband
- 1982 Barn Dance & Cowboy Hymn voor brassband
- 1983 Rhythm and Blues voor brassband
- 1984 Aubade voor eufonium en brassband
- 1984 Jubilee-Overture[1]
- 1984 A London Overture voor brassband
- 1984 A Malvern Suite voor brassband
- 1984 Slipstream (Concert-March)
- 1984/1985 The Year of the Dragon
  1. Toccata
  2. Interlude
  3. Finale
- 1985 A Celtic Suite voor brassband
  1. Dawns Werin
  2. Suo Gan
  3. Men of Harlech
- 1985 Masquerade (Eb Horn Solo) voor brassband
- 1985/1987 Music for a Festival
  1. Con brio
  2. Andantino
  3. Vivo
- 1985 Skyrider (Concert-March) voor brassband
- 1986/1992 Orient Express
- 1986/1994 Pantomime, voor eufonium en brassband of harmonieorkest
- 1986 Party Piece, voor eufonium en brassband
- 1986 Prelude, Toccata & Fugue (Graduation Day) voor brassband
- 1986 Variations on an Enigma voor brassband
- 1987 Flying the Breeze
- 1987 Mountain Song voor brassband
- 1987 Harmony Music voor brassband
- 1988 A Swiss Festival Overture
- 1988 Concertino for Tuba (Eb Tuba Solo) voor brassband
- 1988 Concerto Grosso (Brass Quartet & Band) voor brassband
- 1988 Endeavour (Australia 1788-1988), een programmatische rhapsodie voor brassband
  1. The unknown continent
  2. Terra Australis
  3. The new challenge
- 1988 River City Serenade voor brassband
- 1988 Serenade for Toni
- 1989 Partita voor brassband
- 1989 The sunken village, voor fanfareorkest
- 1989 A Tameside Overture
- 1989 Theatre Music
  1. Overture[2]
  2. Entr'acte[3]
  3. Finale[4]
- 1989 The Vikings
- 1989/1990 Two-part Invention (Euphonium Duet)
- 1990 Cambridge Variations voor brassband
- 1990 Fanfare, Romance, Finale
- 1990/1992 A Pittsburgh Overture
- 1990 Sinfonietta Nr. 1
  1. Overture
  2. Aria
  3. Scherzo
- 1990 Triptych voor brassband
- 1990 A Yorkshire Overture
- 1991 Celebration
- 1991 Concerto for Trumpet or Cornet voor brassband
- 1992 Euphonism (Euphonium Duet) voor brassband
- 1992 Jamaica Farewell
- 1992/1996 Jubilee-Prelude
- 1992 Serenade for Horns (Eb Horn Trio) voor brassband
- 1992 Festival Overture
- 1992 Mountain Song
- 1992 Mambo Jumbo
- 1992 River City Serenade
- 1992 Sinfonietta Nr. 2
  1. Overture
  2. Serenade
  3. Finale
- 1992 Soliloquy (Cornet Solo) voor brassband
- 1993 Processional Overture
- 1993 Song for Ina, voor eufonium en brassband
- 1993 Tijuana Trumpets (Trumpet feature)
- 1994 Three Miniatures voor brassband
- 1995 Dance Movements
  1. Ritmico
  2. Molto vivo (for Woodwinds)
  3. Lento (for the Brass)
  4. Molto ritmico
- 1995 Euphonium Concerto No 1, voor eufonium en brassband of harmonieorkest
- 1996 Fiesta
- 1996 White Rose Overture
- 1996 Music for Arosa
- 1997 Norwegian Rondo
- 1997 Time to Say Goodbye, voor brassband
- 1998 Between the Moon and Mexico voor brassband
- 1998 Diversions - Variations on a Swiss Folk Song "Der Heimetvogel"
  1. Theme
  2. Variation 1 (Vivo e scherzando)
  3. Variation 2 (Subito meno mosso)
  4. Variation 3 (Lento espressivo)
  5. Variation 4 (Vivace)
- 1999 Earth, Water, Sun, Wind Symphony for Band
  1. Earth
  2. Water
  3. Sun
  4. Wind
- 1999 Hanover Festival
- 1999 Lindisfarne Rhapsody (Flute-Solo)
- 1999 Tallis Variations voor brassband
- 1999 Wilten Festival Overture
- 2000 The Centurion voor brassband
- 2000 Five Festive Fanfares
- 2000 Navigation Inn (Concert March)
- 2000 Overture für Woodwinds
- 2000 Time Remembered
- 2000 To a New Dawn
- 2001 Carol of the Shepherds
- 2001 Ballad for Benny
- 2001 Four Norfolk Dances
  1. Pulham Prelude
  2. Diss Dance
  3. Lopham Lament
  4. Garboldisham Gigue
- 2001 Infinity and Beyond...
- 2001 Invictus (The Unconquered)
- 2001 A London Intrada
- 2001 Navigation Inn voor brassband
- 2001 The Prince of Denmark's March
- 2001 Shalom! (Suite of Israeli Folk Songs)
  1. V’ha’ir Shushan & Havdala
  2. Hanerot Halalu & Ba’olam Haba
  3. Mishenichnas Adar, Ani Purim & Yom Tov Lanu
- 2001 South Down Pictures voor brassband
- 2001 Sunrise at Angel's Gate
- 2001 Te Deum Prelude
- 2001 Time Remembered voor brassband
- 2001 Two Norwegian Folk Tunes
- 2002 Alladale from Hymn of the Highlands, voor flugelhoorn, hoorn en bariton trio en brassband
- 2002 Big Sky Ouverture
- 2002 Mary's Boy Child
- 2002 Merry-Go-Round[5]
- 2002 Morning Song - for Horn Quartet and Band
- 2002 Pathfinders March
- 2002 Portrait of a City
- 2002 Sinfonietta No 3 (Rheinfelden Sketches)
  1. Promenade
  2. Ballad
  3. Interlude
  4. Scherzo
- 2002/2003 Suite from "Hymn of the Highlands"
  1. Ardross Castle
  2. Alladale
  3. Dundonnell
- 2002 Flowerdale from "Hymn of the Highlands" (Soprano Cornet Solo) voor brassband[6]
- 2002 Lairg Muir from "Hymn of the Highlands" (Cornet Solo)  voor brassband
- 2002 Strathcarron from "Hymn of the Highlands" (Sword Dance) voor brassband
- 2002 Summer Isles from "Hymn of the Highlands" (Euphonium Solo) voor brassband
- 2002 The White Rose
- 2003 Aria (Tenor Horn Solo) voor brassband
- 2003 Clarinet Calypso
- 2003 Clarinet Concerto
- 2003 A Huntingdon Celebration
- 2003 Kaleidoscope - Five Variations on the "Brugg Song"
  1. Introduction
  2. Theme
  3. Variation I
  4. Variation II
  5. Variation III
  6. Variation IV
  7. Variation V
- 2003 Masquerade (A Willisau Celebration)
- 2003 Out of the Darkness, Into the Light
- 2003 Prelude and Scherzo (Trombone solo) voor brassband
- 2003 Simple Sarabande
- 2003 Ten Chorale Preludes
- 2003 Veni Immanuel
- 2003 Westminster Prelude
- 2004 Between the two Rivers
- 2004 Chorale and Variations
- 2004 A Klezmer Karnival
- 2004 Flying the Breeze
- 2004 La Caracolá
- 2004 Måndalen Landscapes
- 2004 Manhattan (Trumpet Solo)
- 2004 Marchissimo
- 2004 Music of the Spheres voor brassband (of harmonieorkest)[7][8]
  1. t = 0 - Big Bang
  2. The lonely planet
  3. Asteroids and shooting stars
  4. The unknown

(harmonieorkest versie won de William D. Revelli Composition Contest)
- 2004/2005 Portrait of a Music
- 2004 Postcard from Singapore
- 2004 Summer Scene voor brassband
- 2004 The Bandwagon voor brassband
- 2004 The Four Noble Truths
  1. Dukkha - The Noble Truth of Dukkha
  2. Samudaya - The Noble Truth of the Origins of Dukkha
  3. Nirodha - The Noble Truth of the Cessation of Dukkha
  4. Magga - The Noble Truth of the Path Leading to the Cessation of Dukkha
- 2005 David of the White Rock
- 2005 Euphonium Concerto No 2 (arrangement van "Clarinet Concerto"), voor eufonium en brassband of harmonieorkest
- 2005 Harlequin voor Euphonium en Brassband of Harmonieorkest
- 2005 Jeanie with the Light Brown Hair
- 2005 Jubilate voor brassband
- 2005 Songs of the East Coast Fishermen
- 2005 The Painted Desert
- 2005 The Pioneers
- 2005 The Seasons
  1. Spring Sunshine
  2. Summer Siesta
  3. Autumn Alone
  4. Winter Winds
- 2005 Ukrainian Bell Carol naar een kooralwerk Shchedryk van Mykola Dmytrovytsj Leontovytsj (1877-1921)
- 2005 Variants on an English Hymn Tune (Euphonium Solo) A Fantasy on Nicaea from John Bacchus Dykes voor eufonium en brassband of harmonieorkest
- 2005 When the Spirit Soars
- 2006 Dances and Alleluias voor de English National Brass Band Championships in 2006.
- 2006 Quest for Peace, voor harmonieorkest - opgedragen aan de Amerikaanse politicus Adlai Ewing Stevenson (1900-1965) en diens inzet voor de vrede.
- 2006 rev.2009 Saint-Saëns Variations -  A Symphonic Metamorphosis of Themes from the "Organ" Symphony, voor harmonieorkest[9] - rev. versie voor brassband
- 2006 Valerius Variations voor fanfare
- 2007 Music for Battle Creek voor brassband
- 2007 The Saga of Haakon the good, voor harmonieorkest of brassband
- 2008 Sounds of the Saint Lawrence - A Quebec Folk Song Suite
  1. Lento - Molto Vivo
  2. Molto Lento
  3. Lento - Vivo
- 2009 Scaramouche, voor bariton en brassband of eufonium en harmonieorkest
- 2010 A Savannah Symphony - Symfonie nr 2, voor harmonieorkest
  1. Yamacraw Bluff, February 12th, 1733
  2. The Cotton Gin
  3. A City Born and Reborn